# Sonia Gandhi
Sonia Gandhi (सोनिया गांधी en hindi, nacida Edvige Antonia Albina Maino; Lusiana, Vicenza, Italia, 9 de diciembre de 1946) es una política india de origen italiano, que ejerció como presidente del Partido del Congreso, uno de los partidos políticos más poderosos de la India. Fue esposa de Rajiv Gandhi, primer ministro de la India perteneciente a la familia Nehrú-Gandhi, quien también lideró el mismo partido político. Actualmente es la líder y cabeza visible de dicha familia. 
Tras el asesinato de su esposo en 1991, el Partido del Congreso, le ofreció liderar las listas de candidatos al Lok Sabha, pero Sonia Gandhi rehusó, anunciando su intención de distanciarse de la política; no obstante, en 1997, accede finalmente a unirse al partido y luego en 1998, resulta elegida como su líder, ejerciendo la presidencia del mismo por 19 años, un periodo caracterizado por la renovada adherencia del partido a la posición de centroizquierda en el espectro político de la India.
Nacida en un pequeño pueblo cerca de Vicenza, Italia, Gandhi fue criada en una familia católica, y transcurrió su adolescencia en Orbassano (Turín) donde sus padres se habían trasladado desde Lusiana. Estudió inglés en un colegio de idiomas de Bell Educational Trust en Cambridge, Inglaterra, donde conoció a Rajiv Gandhi, con quien se casó en 1968. Posteriormente, adoptó la nacionalidad india y comenzó a vivir con su suegra, Indira Gandhi, en ese entonces primera ministra de India. 

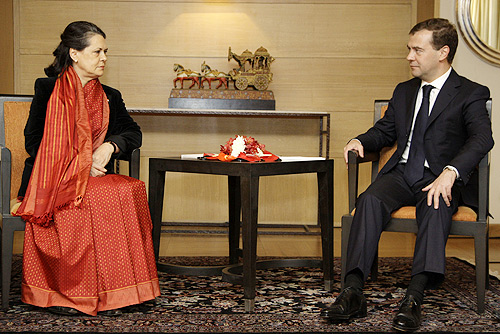
Sonia Gandhi con el presidente de Rusia Dmitri Medvédev.

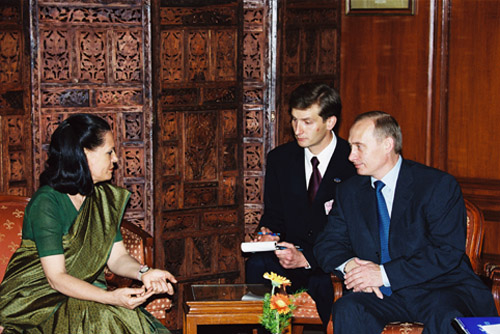
Sonia Gandhi con el presidente y ex primer ministro ruso Vladímir Putin.

## Actualidad
El 13 de mayo de 2004, su Partido del Congreso gana las elecciones. Cuatro días después, el 17 de mayo, los índices bursátiles de la India sufren fuertes caídas tras las ventas frenéticas de los primeros minutos después de la apertura de los mercados. Debido a las incertidumbres sobre la política económica del nuevo gobierno de Sonia Gandhi, el índice de Bombay pierde 800 puntos, o cerca del 15%, en los primeros 23 minutos. Esto supone la caída más fuerte que se produce en un día en la historia de este índice bursátil. 
Al día siguiente, Sonia Gandhi renuncia al puesto de primera ministra, pasando a formar gobierno Manmohan Singh.
Sonia Gandhi ha sido nombrada presidenta del Partido del Congreso cuatro veces, la última en el año 2010.
La vida política de la dinastía Nehrú Gandhi ha estado marcada por la tragedia. Su marido Rajiv y su suegra Indira, que también ejercieron el cargo de primer ministro, fueron asesinados.

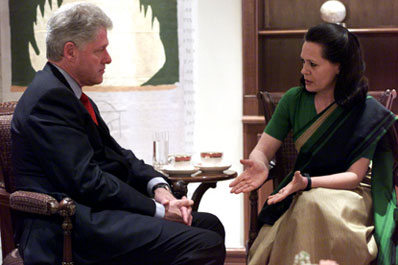
Sonia Gandhi con el expresidente de Estados Unidos Bill Clinton.